# Окс, Патрик
Па́трик Окс (нем. Patrick Ochs; род. 14 мая 1984, Франкфурт-на-Майне, ФРГ) — немецкий футболист, правый защитник.

## Карьера

### Клубная
Обучался футболу в любительском клубе «Германия» из Анхайма, в 1991 году перешёл в школу франкфуртского «Айнтрахта». До 2002 года играл в юношеских составах клуба, затем на один сезон отправился в академию мюнхенской «Баварии». Благодаря своему таланту через год подписал контракт на участие в матчах фарм-клуба мюнхенцев «Бавария II». В 2004 году он вернулся в родной город и стал игроком «Айнтрахта», в его составе отыграл чуть более 200 игр. В 2011 году перешёл в «Вольфсбург». Сезон 2012/13 он провёл в «Хоффенхайме».

### В сборной
В рамках подготовки к чемпионату мира 2006 играл в сборной Германии до 21 года, провёл 9 игр, однако в основную сборную так и не попал.